# Cold Springs (livro)
Cold Springs (no Brasil, Cold Springs - Vingança e Redenção no Texas) é um romance escrito por Rick Riordan (mais conhecido pela série Percy Jackson & the Olympians), lançado originalmente em Maio de 2003 pela editora estadunidense Bantam Books e no Brasil em 2012, pela Editora Record.
Este é o único livro de Riordan que não originou uma série.
Assim como a série Tres Navarre, é um livro adulto de suspense.

## Sinopse
Uma década atrás, a vida de Chadwick virou do avesso quando sua filha escolheu um caminho sem volta. Agora ele decide ajudar Mallory Zedman, a filha de um velho amigo seu. Fora do controle, Mallory – que é procurada para prestar esclarecimento a questões a respeito de um assassinato brutal – está determinada a destruir a si própria e a todos que querem detê-la. A fim de salvar a filha de seu amigo, Chadwick deve descobrir a verdade por trás do assassinato e, para isso, ele terá de revisitar traições, promessas quebradas e violentas paixões que, no passado, colocaram seu mundo abaixo.

## Críticas
Book Review - "Riordan tem um dom para entreter os leitores" 
Booklist - "A ação se segue de forma realista com os pontos fortes e fracos dos personagens, tendo algumas jogadas do destino dentro de uma história angustiante."
Texas Monthly - "Lançado das limitações criativas de sua premiada série Tres Navarre, Rick Riordan estende-se e atinge todas as notas certas neste thriller independente - seu primeiro."
Publisher's Weekly - "Chadwick é um personagem complexo e interessante. Riordan é tão bom em mover sua história e mostrar como pode ser a vida de frágeis crianças, que a maioria dos leitores vai perdoar-lhe os seus excessos."
Library Journal - "Personagens fortes, situações tensas e sequências de ação vívidas, fazem este, um livro difícil de largar." 